# Джефферсон Тауншип (округ Мерсер, Пенсільванія)
Джефферсон Тауншип (англ. Jefferson Township) — селище (англ. township) в США, в окрузі Мерсер штату Пенсільванія. Населення — 1919 осіб (2020).

## Демографія
Згідно з переписом 2010 року, у селищі мешкало 1880 осіб у 780 домогосподарствах у складі 556 родин. Було 826 помешкань
Расовий склад населення:
| - 98,0 % — білих - 0,4 % — азіатів - 0,3 % — корінних американців - 0,2 % — чорних або афроамериканців |

До двох чи більше рас належало 1,1 %. Частка іспаномовних становила 0,3 % від усіх жителів.
За віковим діапазоном населення розподілялося таким чином: 19,7 % — особи молодші 18 років, 62,4 % — особи у віці 18—64 років, 17,9 % — особи у віці 65 років та старші. Медіана віку мешканця становила 46,5 року. На 100 осіб жіночої статі у селищі припадало 106,6 чоловіків;  на 100 жінок у віці від 18 років та старших — 105,9 чоловіків також старших 18 років.
Середній дохід на одне домашнє господарство  становив 67 760 доларів США (медіана — 49 509), а середній дохід на одну сім'ю — 82 927 доларів (медіана — 63 281). Медіана доходів становила 48 041 долар для чоловіків та 31 389 доларів для жінок. За межею бідності перебувало 6,7 % осіб, у тому числі 14,0 % дітей у віці до 18 років та 4,7 % осіб у віці 65 років та старших.
Цивільне працевлаштоване населення становило 865 осіб. Основні галузі зайнятості: освіта, охорона здоров'я та соціальна допомога — 24,3 %, виробництво — 14,8 %, роздрібна торгівля — 11,8 %, науковці, спеціалісти, менеджери — 9,0 %.